# Xorrotxak
Les Xorrotxoak (« rémouleurs » en souletin) sont des personnages des mascarades souletines. Ils sont chargés des commentaires chantés.

## Description
Les Xorrotxoak sont des personnages secondaires. Originaires d'Auvergne, ils relèvent de la troupe des « Noirs » (beltzak), les étrangers qui apportent le chaos.
Ils sont vêtus d'habits simples mais soignés : des bottes, un ensemble de velours côtelé et un couvre-chef assorti, surmonté d'un écureuil empaillé. À la main ils portent un bâton. L'un d'entre eux transporte un outillage à aiguiser.

## Rôle dans la mascarade
En général au nombre de deux, ils interviennent à chaque barricade, après l'irruption des beltzak. Ils y chantent a cappella et à deux voix un couplet où ils critiquent les acteurs qui les ont précédés. Leur chant peut être en langue basque, ou combiner du basque et du français, du basque et du béarnais ; l'air provient d'une contredanse de la fin du XVIIIe siècle, La Rémouleuse. 

Pendant la représentation de la mascarade, leur intervention principale est l'affûtage de l'épée de Jauna, le maître.
|                                           |
| Les rémouleuses affûtent l'épée de Jauna. |

|                                             |
| Sur une barricade à Abense-de-haut en 2019. |

|                        |
| À Idaux-Mendy en 2015. |

|                                         |
| L'entrée dans Tardets-Sorholus en 2008. |

|                    |
| À Sauguis en 2014. |